# Чайковский, Антоний Павлович
Антоний Павлович Чайковский (1816—1873) — русский профессор польского права Петербургского университета, польский поэт и юрист, а также статский советник.

## Биография
Родился в 1816 году. В 1835 году окончил курс Краковского университета со степенью доктора обоих прав и административного права, после чего в том же году поступил аппликантом в Краковский трибунал и в Гражданский трибунал бывшего Мазовецкого воеводства, приняв присягу. В 1838 году стал исполняющим обязанности секретаря канцелярии бывшего генерального королевского прокуратора при Апелляционном суде Царства Польского. В 1844 году — асессор Прокуратории в Царстве Польском. 25 июля 1846 года он был приглашен Петербургским университетом на кафедру гражданских законов Царства Польского вместо Губе; кафедра эта была учреждена в Санкт-Петербургском университете в 1841 году с целью обучения польскому законоведению студентов-поляков, приготовлявшихся к службе в Царстве Польском по судебному ведомству. В 1846—1847 гг. также преподавал ипотечное и нотариальное право. Чайковский читал до закрытия университета в 1861 году уголовные и административные законы Царства Польского, а также «историческое обозрение уголовных законов Царства Польского». В 1863 году польская кафедра была упразднена и Чайковский, вместе с В. Д. Спасовичем, оставлен за штатом. О пенсии для него от имени профессоров юридического факультета ходатайствовал Игнатий Иакинфович Ивановский. Умер Антоний Павлович в 1873 году.

## Труды
Из учёных работ Чайковского известна только статья «О Земском Кредитном Обществе Царства Польского», которая была написана для годичного университетского акта в 1856 году (но за недостатком времени на акте прочитана не была) и потом вышла отдельным изданием. Статья эта посвящена деятельности образованного сеймом 1825 года и Высочайше утвержденного Императором Александром І Кредитного Общества, имевшего целью оказать поддержку землевладельцам, пришедшим в упадок вследствие тогдашних политических событий. Статья эта, небольшая по размерам, представляет отчётливое изложение деятельности Кредитного Общества, вызывавшего в то время большой интерес. Она дала отчасти материал для статей В. Безобразова, помещенных в «Журнале Министерства государственных имуществ» за 1856 год (№ 7—9) под заглавием «Поземельный Кредит».
Помимо своей учёной деятельности, Чайковский был известен в своё время как поэт. Он помещал стихотворения в «Варшавской библиотеке», а также издал два отдельных сборника: 1) «Niektóre Poezyje» (Warszawa, 1841); 2) «Poezyje» (Warszawa, 1845).